# Петрейо
Петрейо или Петрела (на албански: Petrelë) е село в Албания в община Тирана, област Тирана, разположено на 15 километра южно от столицата Тирана, в централна Албания.
Населението при преброяването през 2011 г. възлиза на 5542 жители.

## История
В древни времена селището е известно с името Петралба (от гръцката дума за „камък“), тъй като заедно с крепостта си е построено върху огромен скален къс на върха на малка планина. Все още стоят останките от защитните стени, най-добре запазената от които е западната. Съхранените до наши дни стени са с височина 5 м и дължина 20 м.
Кулата в центъра е издигната през V век след Христа, въпреки че по-голямата част от останалата част от руините на крепостта са от византийско време и датират между XI и XIV век. При нашествието на османците, крепостта е била собственост на сестрата на Скендербег Мамика Кастриоти. За известен период от време е владение и на Йоан Стрез Балшич.

## Галерия
- Кулата на крепостта
- Крепостта на залез
- Изглед от крепостта